# Coopérative vinicole du Thor
Le bâtiment de la coopérative vinicole du Thor, dans le Vaucluse, est un bâtiment regroupant les activités de fabrications et de ventes de vins, pour les coopérateurs de la commune.

## Histoire
Fondée en 1925, la coopérative fait construire un bâtiment, sur les plans de l'architecte Georges Salomon. Deux agrandissements auront lieu, en 1932 et 1937. Henri Enjouvin et Fernand Pouillon y ajouteront une distillerie, construite entre 1939 et 1941.
De 1925 à 1979, la cave produisait un peu plus de 26 100 hectolitres de vins annuels, pour 644 coopérateurs, cultivant un total de 500 hectares de vignes.
La cave est labellisée " Architecture contemporaine remarquable " en 2020.

## Descriptif
La partie centrale du rez-de-chaussée est composée de 2 portes, en plein cintre, protégées par un auvent en tôle ondulée. Un avant-corps, surmonté d'une terrasse bétonnée, abrite la réception. À l'opposé, se situe la boutique et les bureaux. La partie production et embouteillage se situe dans le nord du bâtiment. Un second bâtiment est associé à la cave, et fait office de logement.